# 津村青芽
津村 青芽（つむら せいが、生没年不詳）は、明治時代から大正時代にかけての女流日本画家。

## 来歴
鏑木清方の門人。
青芽は大正5年（1916年）の第2回郷土会展に「黒い猫」を、大正6年（1917年）の第3回展に「合歓の花咲く頃」、大正7年（1918年）の第4回展に「夕」、大正11年（1922年）の第7回展に「乳」を出品している。